# Владимир Перев
Владимир Харалампиев Перев (на македонска литературна норма: Владимир Перев) е македонски българин, бивш телевизионен журналист, работил в Македонската национална телевизия в периода от 1968 до 2004 година.

## Биография
Баща му Харалампи Перев е български офицер, служил в Българската армия, и през двете световни войни, като за кратко е избран от прилепчани за кмет на Прилеп преди установяване на българско управление. Перев следва право в Белград, Загреб и Скопския университет. Работи в Македонската национална телевизия, но през 2004 година е уволнен заради пробългарските си прояви. Владимир Перев адаптира на македонска литературна норма и издава в Скопие през 2003 г. „19 години в сръбските затвори. Спомени“ от Коце Ципушев. Перев отправя отворено писмо до президента Първанов, в което го упреква, че не се ангажира с българщината в Република Македония.